# Sabine Franek-Koch
Sabine Franek-Koch (* 1939 in Potsdam) ist eine deutsche Künstlerin, die in Berlin und Radegast lebt und arbeitet; ab Anfang der 1980er Jahre bekannt unter dem Namen Franek (Eigenschreibweise: FRANEK).

## Leben
Sabine Franek-Koch studierte an der Hochschule für Bildende Künste Berlin bei Fred Thieler und Mac Zimmermann. Nach ihrem Studium im Jahr 1981 fand ihre erste bedeutende Einzelausstellung in der Galerie Pels-Leusden in Berlin statt. Weitere folgten in Galerien, Kunstvereinen und Museen in Deutschland, Frankreich, Marokko, Kenia, Finnland, Ungarn, Spanien, USA. Auch unter dem Namen Franek ist sie als Malerin, Zeichnerin, Grafikerin tätig. Plastiken, Fotos, Filme und Aufzeichnungen ergänzen ihr Werk. In den 1970er und 1980er Jahren arbeitete sie im indianischen Kulturbereich: Mexico, Guatemala, Honduras (Mayaprojekt). In der Nazca-Ebene (Peru) assistierte sie der Mathematikerin Maria Reiche bei der Vermessung von Spiralen (Nazcaprojekt). Bei den Lakota (Sioux), Rosebud Indian Reservation, USA, zeichnete sie für das Übersee-Museum Bremen die Rituale auf. Stipendien und Residencies unterstützten ihre Arbeit, u. a. Kunstfonds Bonn, Berliner Arbeitsstipendium, Djerassi Foundation, USA, Casa da Cultura, Portugal, Künstlerstätte Bleckede, 2009 Fundación Valparaíso, Spanien.
Franek-Koch lehrte an der Hochschule der Künste Berlin (heute Universität der Künste Berlin), an der Akademie für Industriedesign und Kunst in Helsinki und Lahti und an der Hochschule für Künste Bremen.
Regelmäßige Ausstellungsbeteiligungen: von 1961 bis 2003 an der Großen Münchner Kunstausstellung (Mitglied der Neuen Gruppe), 1963 bis 1990 Freie Berliner Kunstausstellung, von 1970 bis 1992 an der Jahresausstellung des Deutschen Künstlerbundes (bei dem sie im Vorstand war) und von 1984 bis 2000 als Gast an der Großen Kunstausstellung Düsseldorf.
Sabine Franek-Koch wurde mit ihrem Werk in die „Künstlerdatenbank und Nachlassarchiv Niedersachsen“ aufgenommen.

## Werk
Franek befasste sich in den 1970er und 80er Jahre hauptsächlich mit elementaren Zeichen fremder Kulturen. Im Fokus standen Projekte bei vergangenen und auch bei lebendigen indigenen Völkern, die sich in ihrem künstlerischen Tun widerspiegelten: Recherche, Installation, Malerei.
„Franeks Schaffen ist nicht zuletzt ein Plädoyer für sensible Offenheit allem Fremden gegenüber, für die Überwindung von Mißtrauen, Intoleranz und Angst, für die Möglichkeit einer sinnvollen, weder unkritischen noch vereinnahmenden Begegnung.“ Wolfgang Zemter
In den folgenden Jahren entstanden großformatige Leinwände und Papierarbeiten. Werkgruppen (Auswahl): KALEVALA (nach dem finnischen Schöpfungsmythos, Deutsche Botschaft Helsinki), Das grüne Leuchten, Legende Deutschland (nach Heinrich Heines: Deutschland – Ein Wintermärchen, Deutscher Bundestag Berlin), Allegorien der Sinne – La Dame à la Licorne (nach Tapisserien des 15. Jahrhunderts im Museé national de Moyen Age, Paris), Vampir im Rücken (nach einem Gedicht von Ingeborg Bachmann), Wallpaper Paintings, Windhauch (Der Tod und das Mädchen), shadow play. Das Spektrum von Franeks Darstellungen bewegt sich zwischen Gegenständlichkeit und Abstraktion.
Ein Teil ihres Werkes befindet sich in der Treuhandstiftung Franek, Sparkassenstiftung Lüneburg.
Ihre Werke sind/waren in zahlreichen Ausstellungen in Galerien, Kunstvereinen und Museen zu sehen, unter anderem in:
- 2018 Transit 2018 Salon Salder – Neue Kunst aus Niedersachsen
- 2015 / 2016 Franek als die Soldaten Schäfer waren – Ein Erinnerungskaleidoskop – Malerei. Objekte. Artefakte. Kommunale Galerie Berlin, Kunstmuseum Mülheim an der Ruhr
- 2011 Hamlet Syndrom – Schädelstätten. Marburger Kunstverein
- 2010 Franek: Plotpoints. Schloss Salder. Städtische Kunstsammlungen Salzgitter
- 2008 Love and Hate. Städtische Galerie KUBUS und Galerie vom Zufall und vom Glück, Hannover
- 2004 Vampir im Rücken. Museum Junge Kunst, Frankfurt (Oder)
- 2002 / 2003 Bergeversetzen. Heidelberger Kunstverein. Märkisches Museum Witten
- 1998 Grünes Leuchten. Emsdettener Kunstverein

## Bibliographie
- Elisabeth Voigtländer: FRANEK – Studien zur Ikonografie der Künstlerin. Inaugural Dissertation zur Erlangung der Doktorwürde der Philosophisch-Historischen Fakultät der Ruprecht-Karls-Universität Heidelberg, Kunsthistorisches Institut, Heidelberg 2001.[6]

## Publikationen
- FRANEK Bär schaut zurück / bear-looking behind – Werke/works 1960–1990. DISTANZ Verlag 2019
- FRANEK als die Soldaten Schäfer waren. nicolai, Berlin 2015 [4]
- Städtische Kunstsammlungen Salzgitter (Hg.): FRANEK: PLOTPOINTS. Salzgitter 2010
- K A P international GmbH (Hg./ed.): FRANEK VAMPIR im RÜCKEN. Berlin 2005
- Gercke, Hans/Zemter, Wolfgang (Hg.): FRANEK Bergeversetzen – Movingmountains. DruckVerlag Kettler, Bönen 2002
- Kunstverein Uelzen (Hg.): FRANEK Allegorien der Sinne. Stadt Uelzen, Uelzen 2001
- Kulturforum Lüneburg, Gut Wienebüttel (Hg.): Einfangendeswindes. Lüneburg 1998
- Galerie Winkelmann (Hg.): FRANEK mural-paintings. Düsseldorf 1996
- Galerie Winkelmann (Hg.): FRANEK Ringplanet. Düsseldorf 1993
- Galerie Mühlenbusch-Winkelmann (Hg.): FRANEK Kalevala. Düsseldorf 1991
- Galerie Becker und Scherer (Hg.): FRANEK Legende Deutschland. 1989–1990. Miltenberg 1990
- Galerie Artforum (Hg.): FRANEK Big Five. Leporello. Galerie Artforum, Hannover 1989
- Neuer Berliner Kunstverein (Hg.): Sabine Franek. Erkennungsflüge 1985–1988. Berlin 1988
- Galerie Mühlenbusch-Winkelmann (Hg.): FRANEK Heisterbusch. Miltenberg 1988
- Scherer, Wolfgang (Hg.): FRANEK Kreuz des Südens. Die Auflage des Buches besteht aus 1075 Exemplaren. Normalausgabe, 1–1000, einzeln arabisch nummeriert. Sonderausgabe: 50 Exemplare, nummeriert mit einer Original-Lithographie. Vorzugsausgabe: 25 Exemplare mit einer farbigen Zeichnung, nummeriert und signiert. Miltenberg 1988
- Galerie Birgit Waller (Hg.): Sabine Franek-Koch: Geisterbilder. Galerie Birgit Waller, Bremen 1987
- Landkreis Lüneburg (Hg.):Sabine Franek-Koch Schloß Bleckede. Stipendium des Landes Niedersachsen. Ausstellung im Museum für das Fürstentum Lüneburg. Lüneburg 1985
- Kunstfond e. V. Bonn (Hg.): Franek-Koch In den Zeichen. Nazca-Projekt. Berlin 1982
- Märkisches Museum der Stadt Witten (Hg.): Sabine Franek-Koch. Zeichen – Symbole – Bilder – Schriften. Witten 1982
- Senator für Wissenschaft und Kulturelle Angelegenheiten (Hg.): Franek-Koch. NAZCA, 81. Berlin 1981
- Bezirksamt Wilmersdorf von Berlin (Hg.): Sabine Franek-Koch. Maya – Spuren – Zeichen – Deutung – Bilder. Ein Aneignungsprozess. Kommunale Galerie Berlin, Berlin 1979
- Galerie Pels-Leusden (Hg.): Toskanische Reise. 6 Farbradierungen. Berlin 1972.